# 몰운대초등학교
몰운대초등학교는 대한민국 부산광역시 사하구에 있는 공립 초등학교이다.

## 학교 연혁
- 2008년 3월 31일: 몰운대초등학교 인가 설립

## 참고 자료
- 몰운대초등학교 - 한국교육학술정보원 학교알리미